# 천안부영초등학교
천안부영초등학교는 대한민국 충청남도 천안시 동남구에 있는 공립 초등학교이다.

## 학교 연혁
- 2000년 3월 17일: 개교
- 2000년 3월 1일: 8학급 편성
- 2002년 3월 1일: 22학급 편성
- 2016년 2월 12일: 제15회 134명 졸업
- 2016년 3월 1일: 87명 입학, 25학급(특수 1학급) 편성
- 2017년 2월 15일: 제16회 98명 졸업
- 2017년 3월 1일: 80명 입학, 24학급(특수 1학급) 편성
- 2018년 2월 9일: 제17회 95명 졸업
- 2018년 3월 1일: 79명 입학, 22학급(특수 1학급) 편성

## 참고 자료
- 천안부영초등학교 - 한국교육학술정보원 학교알리미